# Inverness (miejscowość w Kanadzie)
Inverness (pierwotnie Broad Cove) – miejscowość (community; 1904–1966/1971 miasto) w kanadyjskiej prowincji Nowa Szkocja, w hrabstwie Inverness. Według spisu powszechnego z 2016 obszar miejski (population centre) to: 2,73 km², a zamieszkiwało wówczas ten obszar 1248 osób.
Miejscowość pierwotnie określana jako Broad Cove o współcześnie używanym mianie pochodzącym od nazwy hrabstwa Inverness, w 1904 otrzymała status miasta (town), z którym jest poświadczona w spisie powszechnym po raz ostatni w 1966 (w kolejnym spisie z 1971 status ten nie jest już uwzględniany).
Według spisu powszechnego z 1966 obszar miasta (town) zamieszkiwało wówczas 2022 osoby.